# Alyxia tetanifolia
Alyxia tetanifolia là một loài thực vật có hoa trong họ La bố ma. Loài này được Cranfield mô tả khoa học đầu tiên năm 1995.